# Eugenia hartmanniae
Eugenia hartmanniae är en myrtenväxtart som beskrevs av Joáo Rodrigues de Mattos. Eugenia hartmanniae ingår i släktet Eugenia och familjen myrtenväxter. Inga underarter finns listade i Catalogue of Life.